# Хала спортова у Ваљеву
Хала спортова 15. септембар је вишенаменска спортска дворана у Ваљеву, Србија. Капацитет дворане је 2.500 места. Користе је ОРК Металац, КК Металац и ОК Ваљево, као и други клубови из Ваљева.

## Историја
Хала је изграђена 1973. године тако што је подигнут кров на кошаркашком терену на коме је КК Металац играо кошаркашке утакмице. Због неопходних стандарда које је тражила тадашња Прва Југословенска Савезна Лига, били су приморани да саграде спортску дворану. Направљен је улаз за гледаоце, као и за играче.
Хала је реновирана 2010. када је тадашња зелена боја трибине замењена плавом бојом.